# 아리야 다이바리
아리야 다이바리(영어: Ariya Daivari, 1989년 4월 11일 ~ )는 미국의 프로레슬링 선수다.